# Frame
Frame, lub w spolszczonej wersji frejm (z ang. rama) – pojedyncza partia w snookerze. Zwykle trwa około 15–30 minut, chociaż teoretycznie może trwać w nieskończoność, bo nie ma ograniczonego czasu gry, a we wszystkich turniejach rankingowych nie ma również ograniczonego czasu na pojedyncze uderzenie. Frame’a wygrywa zawodnik, który w momencie, gdy na stole nie ma już bil, ma więcej punktów. Jednak w praktyce, gdy zawodnik przegrywający potrzebuje więcej niż 3 snookery plus wszystkie bile ze stołu, frame najczęściej jest poddawany. Punkty zdobywa się poprzez wbijanie bil i faule (popełniane przez przeciwnika: np. wbicie białej bili do kieszeni). Frame może zostać poddany przez gracza, który aktualnie jest przy stole. Ze względów grzecznościowych i praktycznych (aby nie przerwać breaka), nie można się poddać, gdy gra przeciwnik.
Liczba frame’ów potrzebnych do wygrania meczu zależy od rodzaju turnieju oraz rundy. Mecz o tytuł Mistrza świata w snookerze jest rozgrywany do 18 wygranych frame’ów. Turnieje w Polsce są rozgrywane najczęściej do 2, 3 lub 4 wygranych partii.
Najdłużej rozgrywany frame w fazie telewizyjnej turnieju rozegrany został 26 marca 2008 w turnieju China Open pomiędzy Shaunem Murphym a Dave’em Haroldem. Trwał 93 minuty i 12 sekund i zakończył się wynikiem 88:74 dla Shauna Murphy’ego.